# Apogonia setosella
Apogonia setosella är en skalbaggsart som beskrevs av Moser 1913. Apogonia setosella ingår i släktet Apogonia och familjen Melolonthidae. Inga underarter finns listade i Catalogue of Life.